# Божуриште (община)
Божуриште (болг. Община Божурище) — община в Болгарии. Входит в состав Софийской области. Население составляет 6825 человек (на 21.07.05 г.).

## Состав общины
В состав общины входят следующие населённые пункты:
1. Божуриште
2. Гурмазово
3. Делян
4. Златуша
5. Мала-Раковица
6. Пожарево
7. Пролеша
8. Росоман
9. Хераково
10. Храбырско